# Процесс нитрования
Процесс нитрования (также известный как процесс Одда) — метод промышленного производства азотных удобрений, изобретённый Эрлингом Джонсоном в норвежском городе Оддо, в 1927 году.
Этот процесс связан с подкислением фосфоритов азотной кислоты, чтобы производить смесь фосфорной кислоты и нитрата кальция. Добавляем к ортофосфату кальция азотную кислоту и воду:
Ca3(PO4)2 + 6HNO3 → 2H3PO4 + 3Ca (NO3)2.
Далее смесь охлаждается до температуры ниже 0 °C, в которых кристаллизированный нитрат кальция может быть отделен от фосфорной кислоты.
В результате нитрат кальция позволяет производить азотные удобрения. Фильтрат в основном состоит из фосфорной кислоты с некоторой частью нитратов и следами нитрата кальция, нейтрализуется это с помощью аммиака для получения удобрений:
Ca(NO3)2 + 4H3PO4 + 8NH3 → CaHPO4 + 2NH4NO3 + 3(NH4)2HPO4.
Если добавляется хлористый калий или сульфат калия, то получатся НПК удобрения. Процесс не требует ни дорогую серную кислоту, ни производство отходов гипса.
Нитрат кальция как упоминалось выше, может использоваться в качестве удобрения, но обычно эта смесь превращается в нитрат аммония и карбонат кальция, при использовании диоксида углерода и аммиака:
Ca(NO3)2 + 2NH3 + CO2 + H2O → 2NH4NO3 + CaCO3.
Оба продукта могут взаимодействовать вместе как азотные удобрения.
Хотя Джонсон и создал этот процесс, работая в компании Odda Smelteverk, его компания никогда не пыталась воспроизвести этот процесс. Из-за этого лицензии на такой производственный процесс оказались в компаниях Norsk Hydro, BASF, Hoechst и DSM. Каждая из этих компаний использовала этот процесс, предварительно внеся изменения и лицензируя его другим компаниям. Сегодня только несколько компаний, таких как, Yara (Norsk Hydro), BASF, AgroLinz и GNFC попрежнему используют процесс Оддо. В связи с изменениями в процессе производства различными компаниями которые используют этот процесс сейчас это обычно называется нитравание.